# كاميرا كوكبية واسعة المجال

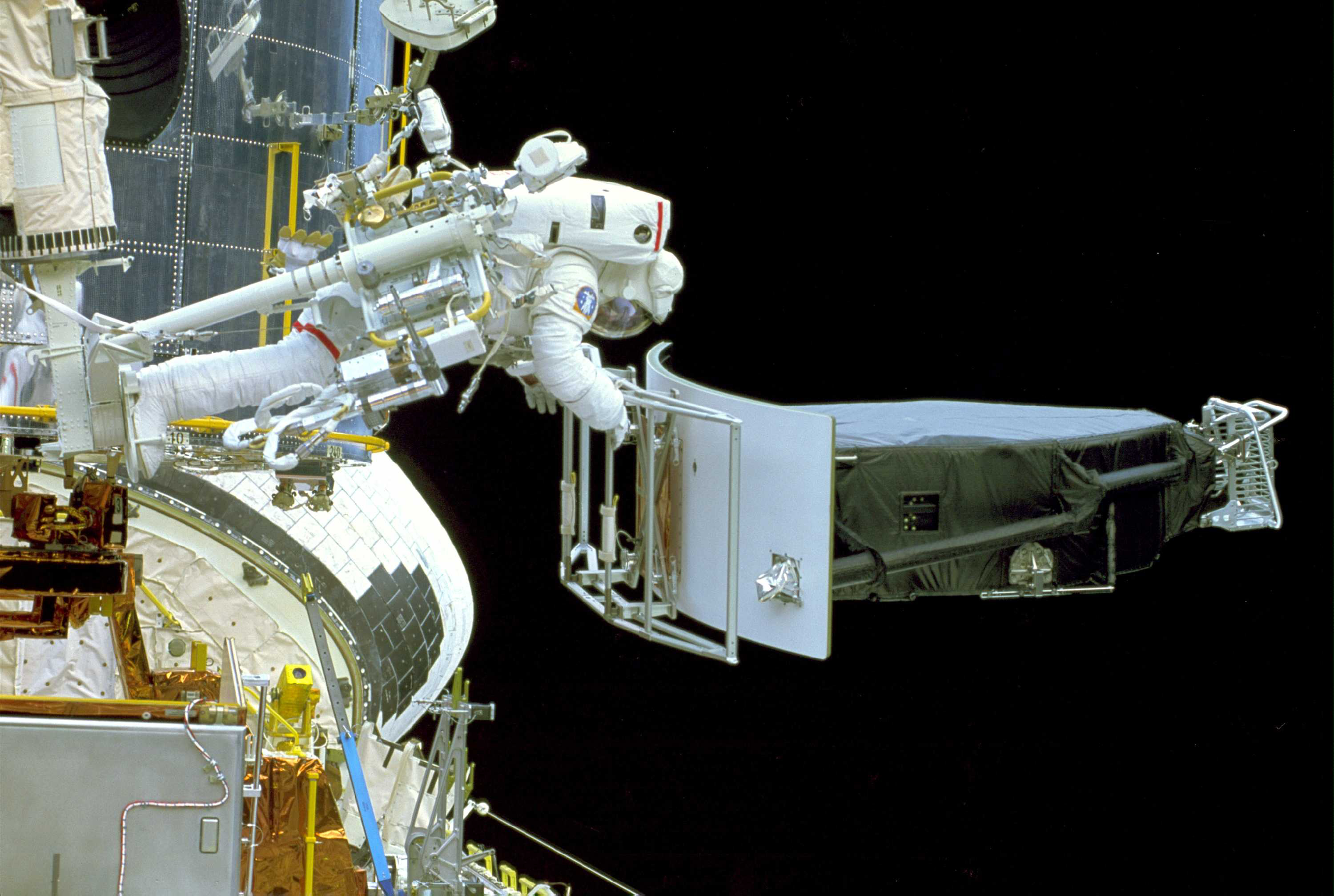
الكاميرا الكوكبية واسعة المجال وهي في الفضاء لكي تُستبدل بالكاميرا الكوكبية واسعة المجال 2 في أثناء خدمة البعثة الأولى STS-61. الصورة من عام 1993

كاميرا كوكبية واسعة المجال (بالإنجليزية: Wide Field and Planetary Camera) كانت أُولى الكاميرات التي وُضعت في مرصد هابل الفضائي إلى أن استُبدلت بالكاميرا الكوكبية واسعة المجال 2 في شهر ديسمبر من عام 1993.

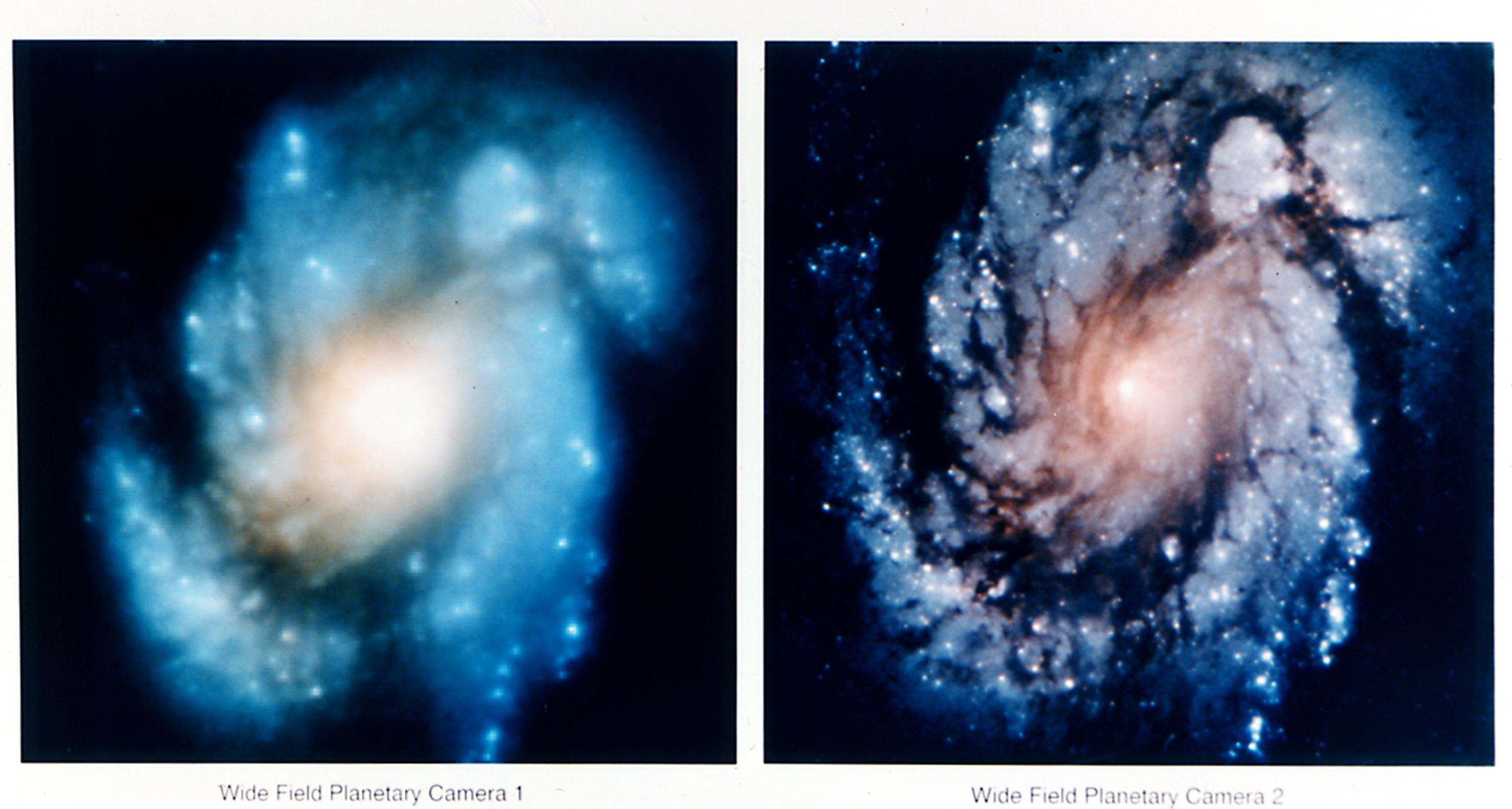
المجرَّة اللَّولبيَّة M100، صورة التقطها مرصد هابل وهنا مُقارنَة لدقَّة الصُّورة قبل وبعد تَصحيح البصريَّات.